# Mi hijita linda
Mi hijita linda es el vigésimo segundo álbum de estudio realizado por la cantante mexicana de pop latino Yuri lanzado al mercado a finales del año 2008 por su nueva casa disquera Televisa EMI Music.  Es un disco con varias canciones de corte tropical.

## Realización y promoción
En este álbum, se incluye un dueto de Yuri con el cantante Dominicano Flex o Nigga como es conocido en Latinoamérica editando le sencillo "La mucura".

## Lista de canciones
Créditos adaptados de Billboard

| N.º | Título                                        | Escritor(es)                        | Duración |  |
| 1.  | «Sí mi hijita linda»                          |                                     | 3:10     |  |
| 2.  | «Ya no me ames»                               | Gian Pietro Felisatti / Miguel Luna | 3:03     |  |
| 3.  | «La Múcura (Ft. Nigga)»                       | Toño Fuentes                        | 3:12     |  |
| 4.  | «Me has echado al olvido»                     | Roberto Carlos                      | 4:24     |  |
| 5.  | «Pepe»                                        |                                     | 3:17     |  |
| 6.  | «Salvemos nuestro amor»                       | Miguel Luna                         | 4:02     |  |
| 7.  | «La Bamba»                                    | Dominio público                     | 3:09     |  |
| 8.  | «Lo que son las cosas»                        | Luis Angel                          | 4:05     |  |
| 9.  | «La Pollera colorá»                           | Juan Bautista Madera                | 3:04     |  |
| 10. | «Estúpida romántica»                          | Gian Pietro Felisatti / Miguel Luna | 3:25     |  |
| 11. | «María Cristina»                              | Ñico Saquito                        | 3:26     |  |
| 12. | «La Bamba» (Bonus track, (Versión para niños) | Dominio público                     | 3:05     |  |